# Qi (Kaifeng)
Qi  (en chino, 杞; pinyin, Qǐ; Wade-Giles, ch'i) es un condado  bajo la administración directa de la Prefectura Kaifeng en la Provincia de Henan, República Popular China.  Su área es de 1257 km² y su población total para 2010 superó los 950 mil habitantes. 

## Administración
Desde marzo de 2025, el  Condado Qi  se divide en 21 pueblos que se administran en 1 subdistrito,  7 poblados y 13 villas.

## Toponimia
El topónimo Qi [/chi/] se toma directamente del Estado Qi, llamado así por sus recursos.
Su nombre proviene de la abundancia de ‘sauces Qi’ (杞柳) en la región en la antigüedad. Según ‘Memorias históricas’ (史记) dice; El Rey Wu de Zhou, tras derrotar al tirano Yin Zhou, buscó a los descendientes del Gran Yu y encontró al Duque Donglou, a quien concedió el territorio de Qi para preservar los ritos sacrificiales de los descendientes de Xia’. Así se fundó el Estado de Qi, con capital en Yongqiu.